# غوردون (جورجيا)
غوردون (بالإنجليزية: Gordon, Georgia)‏ هي مدينة تقع في مقاطعة ويلكينسون، جورجيا بولاية جورجيا في الولايات المتحدة. تبلغ مساحة هذه المدينة 14.2 (كم²)، وترتفع عن سطح البحر 106 م، بلغ عدد سكانها 2152 نسمة في عام 2010 حسب إحصاء مكتب تعداد الولايات المتحدة.

## أعلام
- جيمس آرثر وليامز

## وصلات خارجية
- Cities & Counties - Georgia.gov